# Растворов, Юрий Александрович
Юрий Александрович Растворов (11 июля 1921—19 января 2004) — сотрудник советских спецслужб, занимавшийся вербовкой японских военнопленных, подполковник МГБ. Завербован ЦРУ и бежал в США во время работы в Японии, сдав сеть агентов. 

## Биография
Родился 11 июля 1921 года в городе Дмитриеве Курской области, в семье  командира РККА.  Отец, полковник Александр Дмитриевич Растворов (1895—?) начал службу в Красной армии 30 января 1918 года,  участвовал в Гражданской войне. Перед Второй мировой войной служил военным комиссаром Таганского района города  Москвы, позднее был военкомом Кунцевского райвоенкомата Москвы, и Ярославского областного военкомата, награждён орденами и медалями. Мать врач. Семья много переезжала  одного места службы отца на другое. Поле окончания школы поступил в Московский геодезический институт. Призван армию,  в составе Московской Пролетарской дивизии участвовал в советизации Прибалтики. В сентябре 1940 года по направлению военной разведки начал учить японский язык в Институте восточных языков. В декабре 1940 года Юрий Растворов был переведён в «101-ю школу» НКВД в Москве для продолжения изучения японского. В 1943 году после окончания спецшколы поступил на службу в НКВД в качестве взломщика кодов на Дальнем Востоке России. В том же 1943 стал кандидатом в члены ВКП(б). По другим сведениям уже в 1941 году  Растворов был направлен в школу подготовки кадров для партизанского движения. В 1942 был в военной школе в Ставрополе.  А позднее оказался в МНР, где был занят изготовлением листовок и других пропагандистских материалов, адресованных японцам. 
В начале 1946 года командирован в Токио под дипломатическим прикрытием вместе с женой и дочкой. Однако вскоре в конце 1946 отозван в Москву. По версии самого Растворова вызов, был связан  проверкой, что якобы    у его отца десять лет назад было приостановлено членство в партии, а дед был раскулачен. Эта версия ставится под сомнение. На карьере Растворова проверка также не отразилась и в 1947 году он был принят в партию. 
В начале февраля 1948 года «Комитет информации», главная на тот момент разведывательная служба СССР, объединившая политическую (позднее в МГБ) и военную (позднее ГРУ) разведки, отдала указание МВД СССР подготовить передачу дел на агентов среди военнопленных, в том числе японских, которых можно было бы продолжать использовать после их возвращения на родину. Подбор агентуры среди бывших японских военнослужащих  проводился в 11 лагерях МВД СССР. Этой работой по подбору агентов для работы в Японии занимался на тот момент майор МГБ Юрий Растворов. Всего им был отобран 201 агент для Комитета Информации, Главного разведывательного управления министерства обороны и МГБ.
К 1950 году большинство японских военнопленных, включая агентов, было репатриировано на родину. В том же 1950 году Растворов вновь командирован в Японию, работал под прикрытием должности второго секретаря «временного дипломатического представительства» (так как мир с Японией не был заключён, формально посольства не было). вскоре выехал для продолжения работы с ними в резидентуре МГБ и Растворов. Три раза в неделю играл в теннис в американском клубе. Предполагалось, что одной из его задач будет вербовка агентов в токийском теннисном клубе.
В конце января 1954 года Растоворова снова отозвали в Москву, 25 января он должен был быть на корабле, курсировавшем между Йокагамой и Находкой.  Но 24-го вечером он был в резидентуре США и «исчез». Американцы только через 7 месяцев признались, что он находится в США.
Растворов сдал сеть известных ему агентов, бывших военнопленных. По его словам у него на связи было 36 человек. Один из них, Хигараси Нобунори, на допросе выбросился из окна четвертого этажа и разбился насмерть.  Но из-за капитуляции закон против шпионажа в Японии не действовал. К суду смогли привлечь лишь нескольких человек, в том числе Хигараси, по статье «неуплата налога по скрытым доходам».  Но остальные не были приговорены даже к минимальным символическим срокам наказания, так как адвокаты каждый раз могли доказать, что их подзащитные не нанесли Японии никакого ущерба. Точное количество выданных Растворовым агентов неизвестно, в том числе он выдал  Емо Ватанабэ, японского журналиста, работавшего на НКВД с 1941 года и ставшего резидентом советской разведки вскоре после казни Рихарда Зорге и Масацугу Шии, бывшего военнопленного, майора японской армии, который вернувшись на родину в ноябре 1948, работал сначала в географическом отделе Главного штаба, а с ноября 1953 года стал сотрудником Азиатского бюро Министерства иностранных дел.  Позднее сам Растворов на вопрос, скольких людей он выдал ЦРУ, отвечал: «Три или четыре… Три или четыре тысячи».
После предварительного допроса на американской базе на Окинаве Ратворов смог получить убежище в США, ему также дали новое имя Мартин Саймонс. О его побеге было публично объявлено в августе 1954 года. Он был заочно приговорён к смертной казни Верховным судом Советского Союза.
По рекомендации ЦРУ он написал четыре статьи для журнала Life под своей собственной фамилией.
Продолжал сотрудничать с ЦРУ, часто выезжал в длительные далекие командировки, назначение которых его семье не было известно. 
Умер в 2004 году.

## Отзывы современников
Американцы в 1954 году, говоря о переходе на их сторону Растворова, утверждали: «В разведке это эквивалентно Мидуэю или Нормандии».
Пол Редмонд, глава контрразведки ЦРУ в отставке утверждал, что Растворов «замечательный, тёплый, энергичный русский, [который] научил нас, что офицеры КГБ всё-таки люди, а не стереотипные чудовища. Это нам очень помогало, поскольку мы работали против них как оперативники».

## Семья
- Первая жена — Галина Андреевна Годова, ведущая танцовщица ансамбля песни и пляски НКВД, фаворитка Л. П. Берии[2][21].
  - Дочь — Татьяна (г. р. 1945)[2].
- Вторая жена — Хоуп Макартни Саймонс (или Мери Джонс), якобы преподавала английский Растворову в Токио, была кадровой сотрудницей ЦРУ, бежала вместе с ним, вышла за него замуж, в браке две дочери. Развелись не раньше 1974 года[2][22][c].   
  - Дочь — Александра (Alexandra Simons, 1956? г. р.), окончила школу Холтон-Армс в Бетесде в 1974 году[22].
  - Дочь — Дженифер в замужестве Уолтер (Jennifer Walther, 1958? г. р.)[20][d]

## Комментарии
1. ↑  Однако косвенным подтверждением, что какие-то осложнения у семьи Растворовых в это время могли быть, является то, что отец Юрия, Александр Дмитриевич Растворов, был отправлен в отставку 31 октября 1946 года[7].
2. ↑  Это фантастическая цифра может оказаться реалистичной. Если учитывать, что число членов так называемых "бригад содействия" по нормативам в лагерях ГУЛАГа должно было составлять от 10 до 20% зэка (а в реальности, например, в Речлаге было несколько меньше - 8.5%[15]), появление 0,5-0,7% агентов в лагерях военнопленных вполне возможно (как известно, в СССР было интернировано более 600 тысяч японцев). Растворов, участвовавший в отборе агентов для работы за границей, должен был иметь доступ к общим спискам завербованных японских военнопленных. Японские источники сообщают еще большую цифру: "к 1950 году около 500 японцев обязались стать советскими агентами, а также <Растворов> предоставил другую информацию, <число> агентов, включая тех, кто был причастен, превышала 8000"[16]. Видимо, речь идёт об активно сотрудничавших после возвращения и о числе потенциальных агентов, давших подписку в плену.
3. ↑  Имя жены Растворова, американки, приведено журналистом и историком Алексеем Кириченко со ссылкой на американские источники[2]. Роль в организации бегства Растворова реальной[3] или подставной[2] преподавательницы английского в Токио подтверждают и другие источники. Однако имя этой женщины Гордон Брук-Шеферд приводит иное, американка  "миссис Браунинг (на самом деле её фамилия была Бёрнс)", "женщина средних лет из Техаса, которая преподавала в местной американской школе имени Эрни Пайла", с которой "они регулярно встречались в отеле «Олд Кайто»". Редакторы книги Брука-Шеферда считают, что "миссис Браунинг" или "Бёрнс" - то же самое лицо, что и Хоуп Макартни Саймонс (или Мери Джонс)[3].
4. ↑  Даты рождения дочерей определены приблизительно, исходя из того, что Александра закончила школу в 1974 году[22], в Америке обычно это происходит в 18-летнем возрасте, и она была на 2 года старше Дженифер[20].